# Antwon Hicks
Pour les articles homonymes, voir Hicks.
Antwon Hicks (né le 12 mars 1983) est un athlète américain, naturalisé nigérian en 2015, spécialiste du 110 mètres haies.
En 2002, Antwon Hicks remporte la médaille d'or du 110 m haies à l'occasion des Championnats du monde junior de Kingston, réalisant le temps de 13 s 42. 
Il établit la meilleure performance de sa carrière lors des Championnats des États-Unis 2008 de Eugene en courant le 110 m haies en 13 s 09 (vent favorable de 2,0 m/s). Le 3 juillet 2009, l'Américain remporte le Meeting d'Oslo, deuxième étape de la Golden League 2009, avec le temps de 13 s 41.
Le 7 juillet 2016, il bat le record du Nigeria à Sapele.

## Palmarès
- Championnats du monde junior 2002 à Kingston :
  -  médaille d'or du 110 m haies